# Wohnhaus Kötzschenbrodaer Straße 187
Das Wohnhaus in der Kötzschenbrodaer Straße 187 gehört zum Stadtteil Kötzschenbroda der sächsischen Stadt Radebeul. Es wurde im Jahr 1805 erbaut, der linke Anbau stammt von 1862, der rechte von 1894. Ab 1860 wohnte dort der sächsische Kommissionsrat, Jurist und Historiker Gustav Wilhelm Schubert (unter der Adresse Dresdner Straße 5).

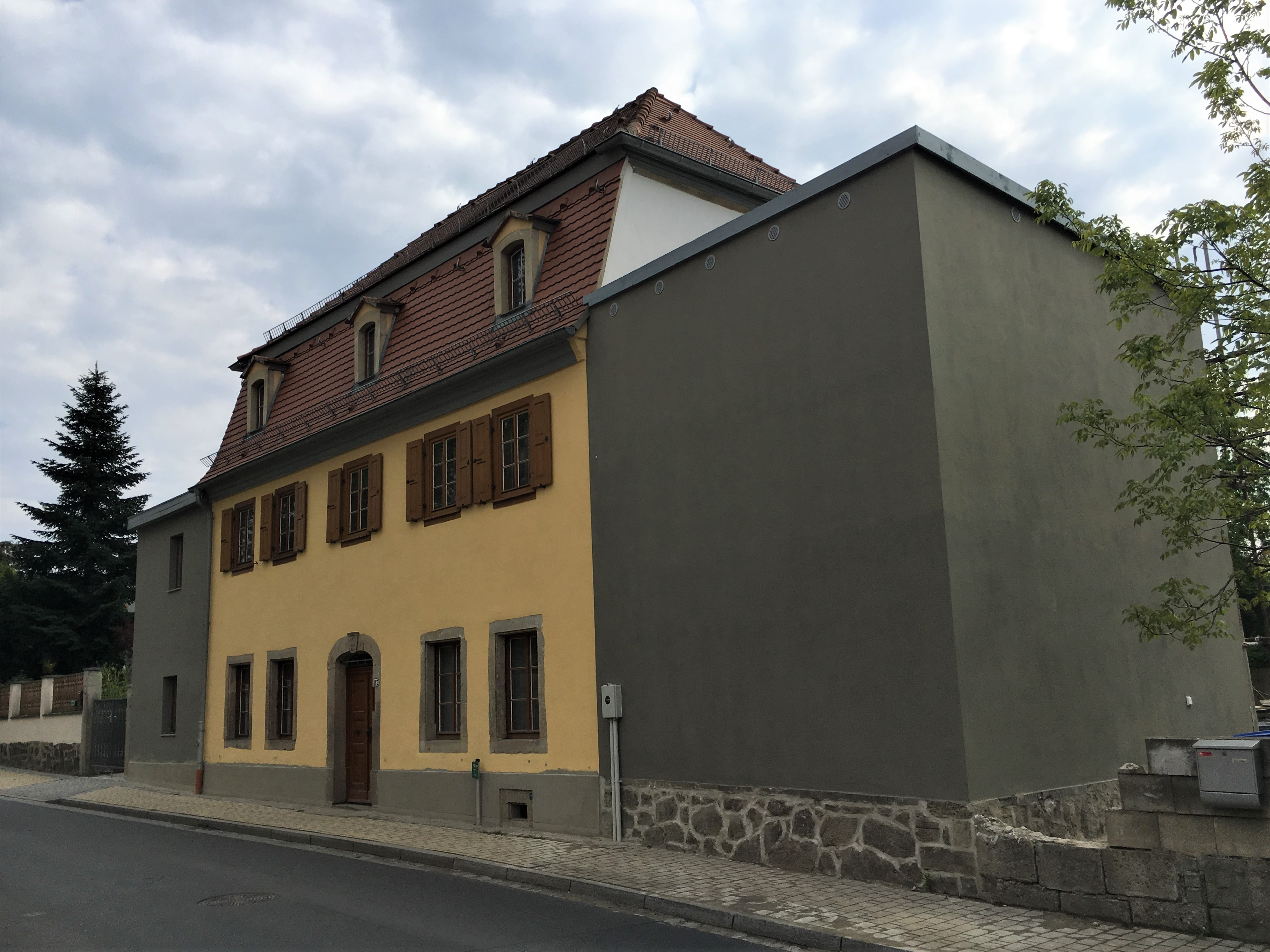
Kötzschenbrodaer Straße 187

## Beschreibung

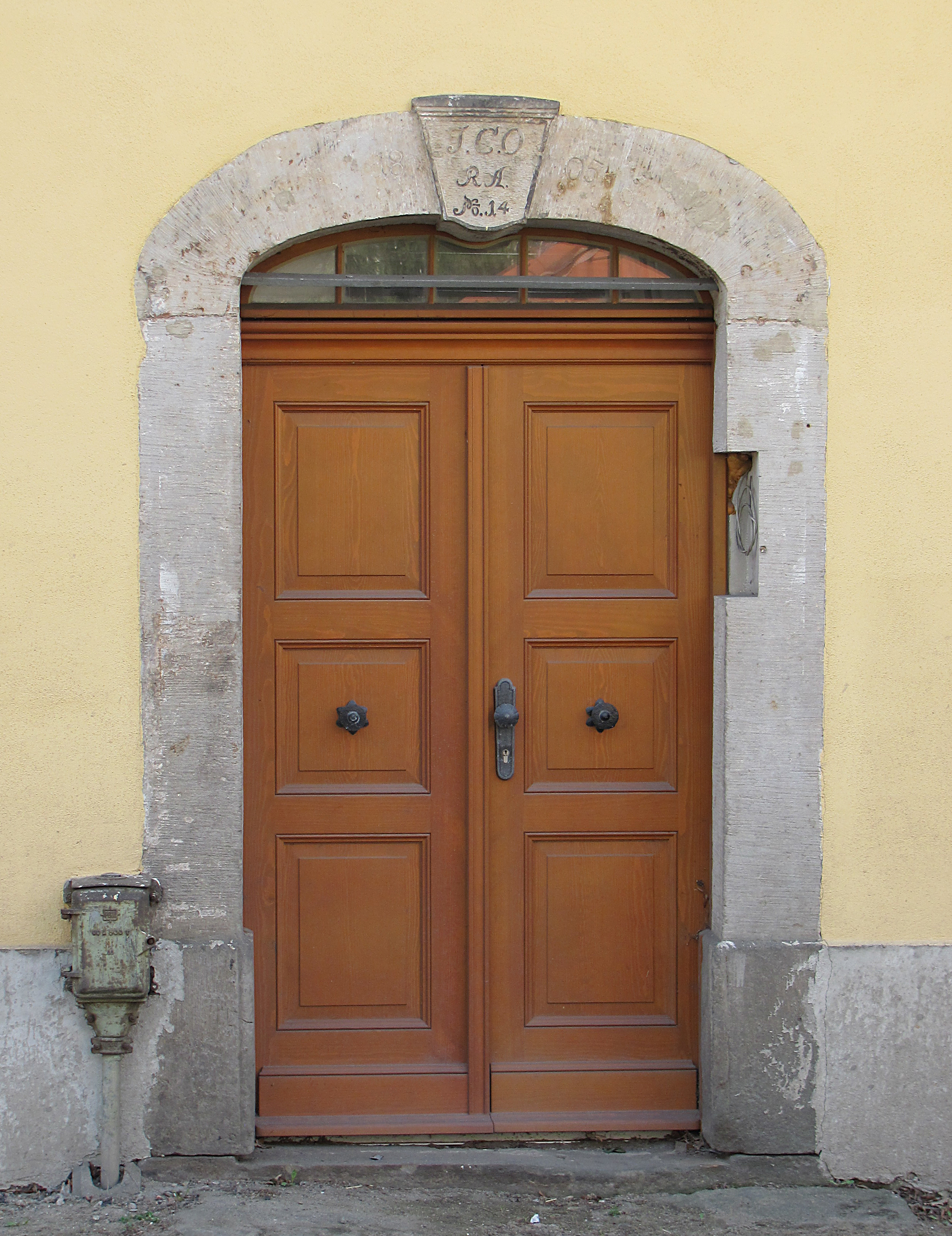
Kötzschenbrodaer Str. 187: Eingangstür mit Wappen

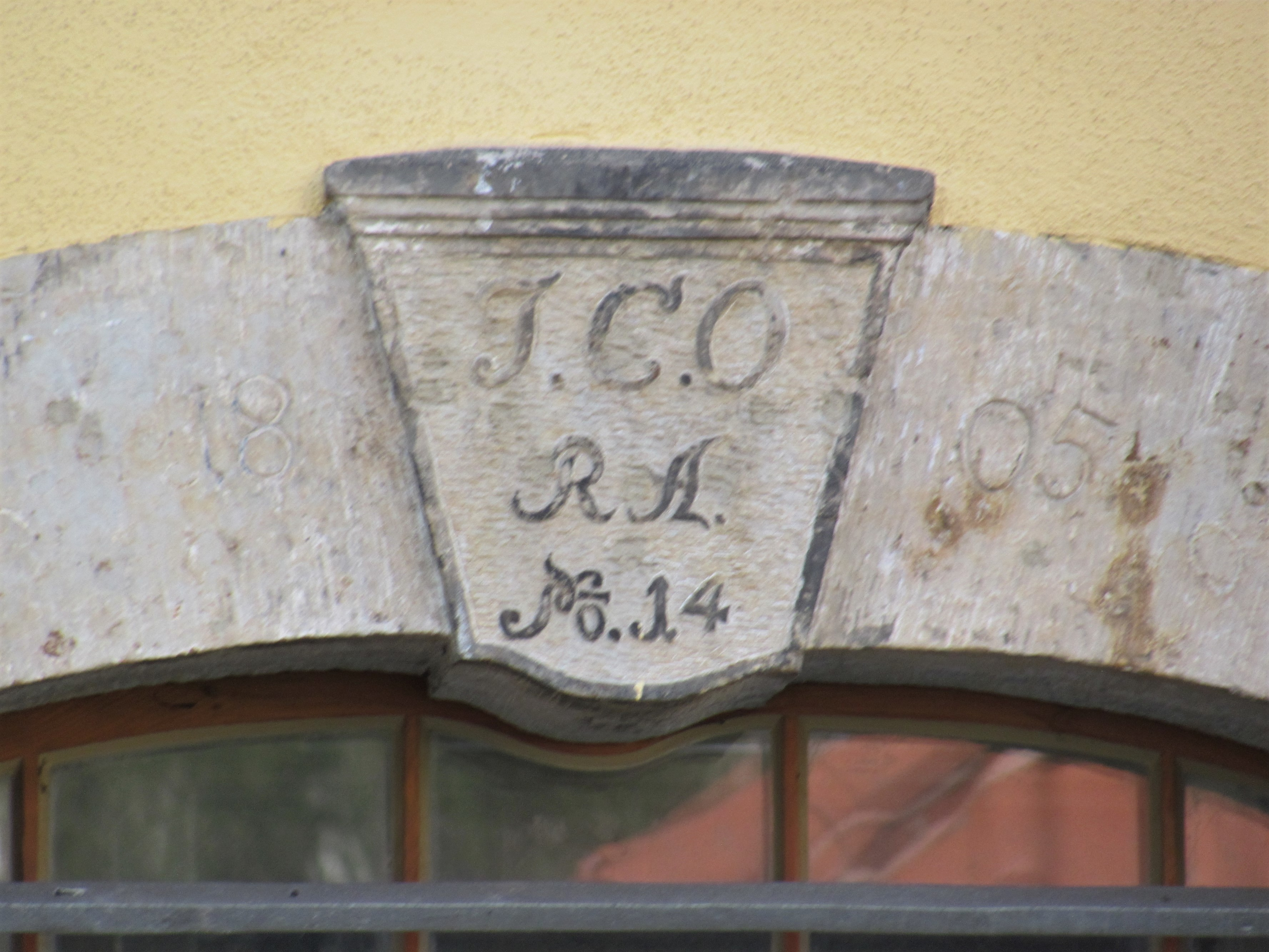
Kötzschenbrodaer Straße 187: Schlussstein im Korbbogenportal

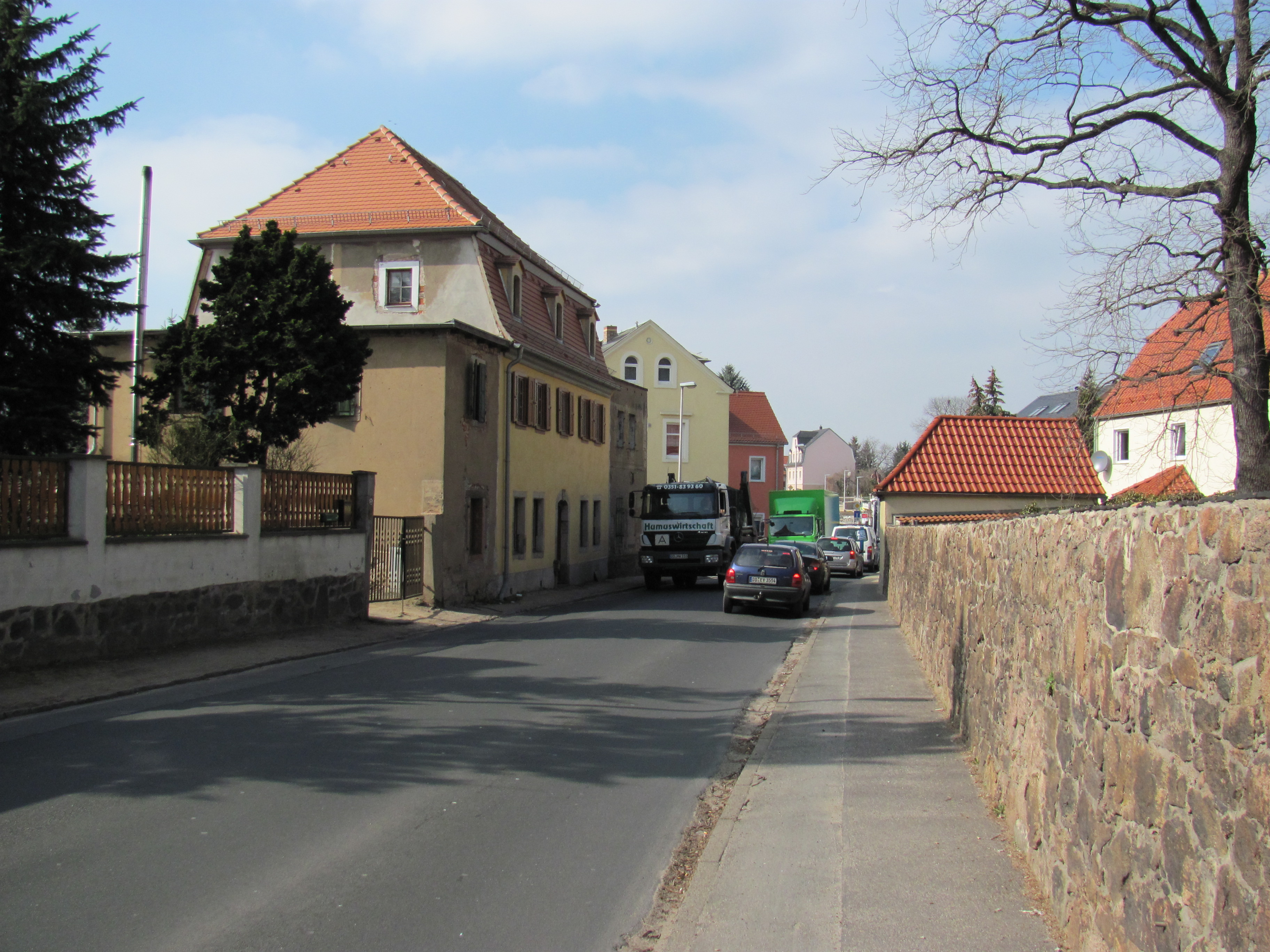
Kötzschenbrodaer Straße 187 mit Durchgangsverkehr. Rechts die Umfassung des Alten Friedhofs

Das  ohne die beiden seitlichen Anbauten unter Denkmalschutz stehende, „bescheidene“ Wohnhaus liegt auf der Südseite der Kötzschenbrodaer Straße, unmittelbar östlich des letzten Grundstücks der Dorflage Fürstenhain (Kötzschenbrodaer Straße 189). Gegenüber befindet sich der Alte Friedhof.
Das zweigeschossige Gebäude steht traufständig unmittelbar am Bürgersteig, ohne Vorgarten wie die Nachbarhäuser. Der fünfachsige Kernbau ist in der Straßenansicht symmetrisch angelegt. In der Mittelachse steht die Eingangstür mit einem Korbbogenportal. Dieses wird durch einen Schlussstein gehalten, der durch die Initialen JCO bezeichnet ist, darunter RA und No.14, daneben befindet sich die Datierung 1805. Oben auf dem Gebäude sitzt ein ausgebautes Mansarddach mit Giebelgauben auf der Vorder- und Rückseite. Das Erdgeschoss ist massiv aufgefügt, das Obergeschoss besteht aus Fachwerk; beide Geschosse sind verputzt.
Auf beiden Seiten des Kernbaus stehen zwei ebenfalls zweigeschossige, „entstellende“ Anbauten mit Flachdächern.
Die Fenster im Erdgeschoss und im Dach werden von Sandsteingewänden eingefasst, während die im Fachwerk sitzenden Obergeschossfenster von Klappläden eingerahmt sind.